# Екатериновка (Костанайская область)
Екатериновка — упразднённое село в Тарановском районе Костанайской области Казахстана. Входило в состав Колосовского сельского округа (ныне администрация села Приозёрное).

## История
Село было образовано в 1930 году. Официально ликвидировано 20 ноября 2009 года.

## Население
В 1999 году население села составляло 114 человек (53 мужчины и 61 женщина).